# Benoît-Hermogaste Molin
Benoît-Hermogaste Molin (Chambéry, 14 marzo 1810 – 17 febbraio 1894) è stato un pittore francese.

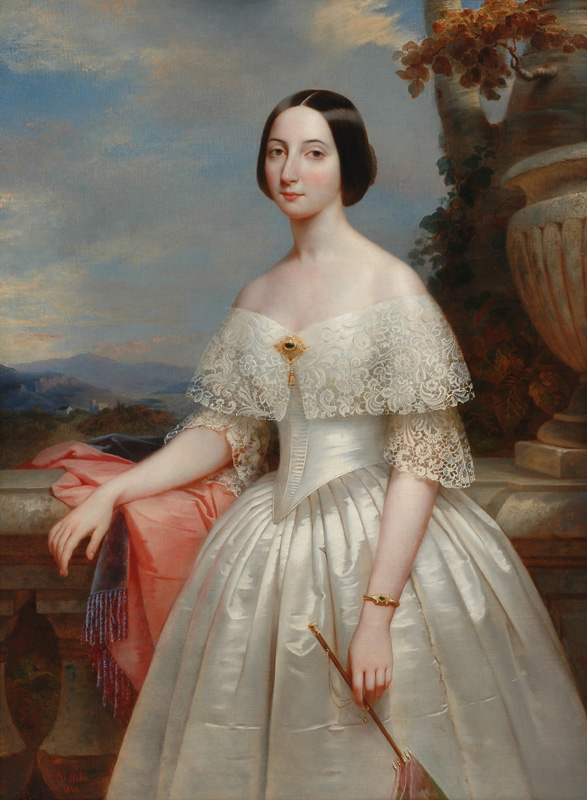
Benoît-Hermogaste Molin
Maria Adelaide d'Asburgo-Lorena (1847)

Nasce nella Savoia sabauda negli anni in cui la regione è sottomessa alla Francia napoleonica. Studia alla scuola di pittura di Chambéry, sua città natale, per poi completare la sua formazione a Parigi nello studio di Gros.
Dal 1843 inizia ad esporre regolarmente al Salon, dove il suo ritratto di Joseph de Maistre riceve molto successo. Nel 1847 esegue il ritratto di Maria Adelaide d'Asburgo-Lorena, giovane moglie di Vittorio Emanuele II di Savoia allora ancora erede al trono di Sardegna.
Nel 1850 è nominato direttore del Museo di belle arti di Chambery. È anche pittore di Corte fino al 1860, anno in cui il Ducato di Savoia viene nuovamente annesso alla Francia di Napoleone III.
Molti suoi dipinti sono nella raccolta del Museo di Chambery.